# 中国人民解放军海军三亚综合保障基地
中国人民解放军海军三亚综合保障基地，位于海南省三亚市，隶属中国人民解放军南部战区海军，是中国继海军青岛综合保障基地之后第二个航空母舰综合保障基地。

## 沿革
2012年，该基地开工建设。2013年11月29日，航母辽宁舰靠泊该军港，在该军港短暂停靠。2014年11月，该基地基本建成。该基地拥有可以双向系泊大型船只的船坞（码头），这显示中国海军的两座航母综合保障基地均有能力容纳两艘航母。该基地的船坞（码头）长700米，建成后成为世界上最长的航母码头。（相比之下，美国在弗吉尼亚州诺福克海军基地的航母码头以及在日本的航母码头长度都在400米至430米之间。）航母的主要陆上保障设施包括航母驻泊港口、舰载机驻屯机场、训练保障设施等。
该基地自组建以来至2015年，先后完成首次保障航母靠泊、援潜装备技术保障、远航后装保障、海上集训舰艇伴随保障等任务。
2019年11月，中國首艘國產航母─山東艦離開大連造船廠，在黃渤海停留幾天後，一路南下通過台灣海峽，於17日進駐海南三亞航母基地。及後，山東艦於翌月17日入役。
而在山東艦入役一年後，首艘075型两栖攻击舰─海南艦在2020年11月進駐海南三亞航母基地，並在附近水域進行演習。

## 历任领导
| 司令员 1. 卢英奇 海军大校（？—） | 政治委员 1. 赖如鑫 海军大校（？—2015年） |